# Muricea crassa
Muricea crassa is een zachte koraalsoort uit de familie Plexauridae. De koraalsoort komt uit het geslacht Muricea. Muricea crassa werd in 1869 voor het eerst wetenschappelijk beschreven door Verrill. 